# Jean Amilcar
Jean Amilcar, född 1781, död 1796, var adoptivson till kung Ludvig XVI av Frankrike och drottning Marie Antoinette.
Han var en slavpojke från Franska Senegal som Frankrikes guvernör Stanislas de Boufflers tog med sig vid sin hemkomst till Frankrike och gav i gåva till drottningen, som frigav honom, adopterade honom, döpte honom och placerade honom i en internatskola. När drottningen fängslades 1792 upphörde hon att betala terminsavgiften, och Amilcar kastades ut på gatan. Det har traditionellt uppgivits att han, oförmögen att försörja sig, ska ha svultit ihjäl. Senare forskning har dock visat att han blev omhändertagen av en av sina lärare, som framgångsrikt utverkade statligt bidrag för före detta slavar av regeringen, som gjorde det möjligt för Amilcar att studera konst i Paris. Han avled på sjukhus i Paris 1796.